# Xã Berwick, Quận Warren, Illinois
Xã Berwick (tiếng Anh: Berwick Township) là một xã thuộc quận Warren, tiểu bang Illinois, Hoa Kỳ. Năm 2010, dân số của xã này là 327 người.